# Алакуян
Алакуя́н (баш. Алағуян) — река в России, протекает по Бурзянскому району Башкортостана. Устье реки находится в 1092 км по правому берегу реки Белая. Длина реки составляет 27 км.
Система водного объекта: Белая → Кама → Волга → Каспийское море.
На реке находится село Старосубхангулово и деревня Новомусятово.

## Притоки
- Баландык (правый)[3]
- Ярдыелга (правый)[3]
- Аюаткан (правый)[3]
- Суендек (правый)[3]
- Карасъелга (левый)[3]
- Сатра (правый)[3]
- Тукмакте (правый)[3]
- Серекай (левый)[3]
- Бузби (правый)[3]
- Карагушты (левый)[3]

## Данные водного реестра
По данным государственного водного реестра России относится к Камскому бассейновому округу, водохозяйственный участок реки — Белая от водомерного поста Арский Камень до Юмагузинского гидроузла, речной подбассейн реки — Белая. Речной бассейн реки — Кама. Разделяет хребет Балятар на части.
Код объекта в государственном водном реестре — 10010200212111100017447.